# 平川美香
平川 美香（ひらかわ みか、1984年1月9日 - ）は、日本の歌手。沖縄県うるま市出身。血液型A型。同市出身のバンド、HYのメンバーである仲宗根泉と名嘉俊はいとこの関係である。

## 経歴
中学生の頃から従姉妹であるHYの仲宗根泉とユニット「first」結成し音楽活動を開始。2014年9月、ボーカル平川と、ギター津嘉山たいきで2人組音楽グループBIG HEARTを結成。2016年1月、BIG HEART活動休止、その後ソロ活動開始。2017年1月に現在のサンミュージックプロダクションに所属。2018年4月、初のミニアルバム「平川のおじさんです。」をリリース。2019年2月、シンガーソングライター兼音楽プロデューサーであるイクマあきらの楽曲「ダイナミック琉球」のカバーのMVが公開される。
大学を卒業後、高校の教師になるが、夢をあきらめきれず26～27歳の時に上京して歌手を目指す。上京してから2〜3年はオーディションに受け続けるも「これくらいのうまさの人は、いっぱいいるから」「君、ブサイクだから無理じゃない」「整形したら」など言われたという。その後大きな会社にデビューの話があり、“HYのいとこ”ということをキャッチコピー的に使いたいといった条件付きだった。それを平川からHY側に直接話してみたが、「平川美香の名前だけでのし上がって行かないと、この世界は難しい。自分の実力で頑張らないと、結局、先がなくなってしまう」と言われ、結局デビューの話は無くなってしまう。
歌手になることを諦めて沖縄へ帰ろうと決意するが、地元の友達からの連絡がきっかけで再度歌手になることを決意。見てもらえるように他のアーティストがしていないことの一つとして、おじさんの格好をした「平川のおじさん」というキャラクターができたという。その後はセクシー系の格好でパフォーマンスをする「レディブブ」というキャラクターも誕生している。
2015年から、「平川のおっちゃんねる」という名前でYouTubeチャンネル開始。2020年に「みーかーのぶたゴリラちゃんねる」というチャンネル名に変更された。

## 人物
- 身長150cm[1]。
- 趣味は漫画を読む、猫散歩[1]。
- 特技はバスケ（スポーツ全般）、料理（特に沖縄料理）、消しゴムのカスで花を作る[1]。
- 音楽フェスに出演した際歌い終わった後、従姉妹の仲宗根泉と顔が似ていることもあり、仲宗根のファンから「ずっと会いたかったんです」と勘違いされたことがあったという[9]。

## ディスコグラフィ

### 配信限定曲
|     | 発売日         | タイトル                             | 収録アルバム   |
| --- | -------------- | ------------------------------------ | -------------- |
| 1st | 2019年2月6日   | ダイナミック琉球                     | Meekaa Holic   |
| 2nd | 2019年11月13日 | 想い唄〜風にのせて〜（Yell version） | 燦燦 -SUN SAN- |

### アルバム
|     | 発売日        | タイトル             | 規格   | 規格品番 | 収録曲 |
| --- | ------------- | -------------------- | ------ | -------- | --- |
| 1st | 2018年4月11日 | 平川のおじさんです。 | CD     | SMLCA-10 | 1. 平川のおじサンバ 2. 天使にデブソングを 3. 泣いて笑って 4. 笑顔になるその日まで 5. 夕日 6. ネゴエゴ 7. Meがみーか 8. 想い唄 |
| 2nd | 2019年5月22日 | Meekaa Holic         | CD     | SMLCA-11 | 1. ダイナミック琉球 2. 雨上がりの下で 3. Can you call me? 4. minori 5. Real Love 6. 口笛 7. かんぱい! |
| 3rd | 2020年1月29日 | 燦燦 -SUN SAN-       | CD+DVD | SMLCA-12 | CD 1. サマー!さまぁー!Summer! 2. 天使にデブソングを 3. Meがみーかー 4. 口笛 5. ダイナミック琉球（合唱バージョン） 6. 泣いて笑って 7. minori 8. かんぱい! 9. 夢で逢いましょう 10. Take My Way 11. 想い唄〜風にのせて〜（Yell version） DVD 1. 想い唄〜風にのせて〜（Yell version）Music Video 2. ダイナミック琉球（合唱バージョン）Music Video 3. 想い唄〜風にのせて〜（Yell version）Making Off Shot |

## ミュージック・ビデオ
| 公開日       | タイトル                             | 動画   |
| ------------ | ------------------------------------ | ------ |
| 2019年2月6日 | ダイナミック琉球                     | [ 15 ] |
| 2020年1月9日 | 想い唄〜風にのせて〜（Yell version） | [ 16 ] |

## 出演

### テレビ

#### バラエティー
- アウト×デラックス（フジテレビ）2017年4月13日[17]
- 今夜くらべてみました（日本テレビ）2019年7月10日[9]
- 開運音楽堂（TBS）2019年7月20日[5]
- うたなび!（TOKYO MX）2019年7月26日[5]
- ギブミーキャッチコピー 〜名付けよ!未来のスターたち〜（日本テレビ）2024年10月7日[18]

#### ドラマ
- おきなわテレビはじまりものがたり（2024年11月12日 - 11月19日、沖縄テレビ） - 「スナックのママ」役[19]

### ラジオ
- オキナワマイ:ライフ（沖縄テレビ放送）※自身の冠番組[20]